# Carlo Rosselli
Carlo Alberto Rosselli (Roma, 16 novembre 1899 – Bagnoles-de-l'Orne, 9 giugno 1937) è stato un antifascista, giornalista e filosofo italiano.
Fu il teorico del "socialismo liberale", un socialismo riformista non marxista direttamente ispirato dal laburismo britannico e dalla tradizione storico-politica, italiana e non, del radicalismo liberale e libertario. Nel 1925 fondò a Firenze il foglio clandestino Non Mollare e nel 1926, insieme al socialista Pietro Nenni, la rivista milanese Il Quarto Stato. Fondò nel 1929 a Parigi il movimento antifascista Giustizia e Libertà, che nel 1936 combatté per la Repubblica nella Guerra civile spagnola, all'interno della Colonna Italiana Rosselli, costituita assieme agli anarchici. Fu ucciso nel 1937 in Francia insieme con il fratello Nello da assassini legati al regime fascista.

## Biografia

### La nascita, la guerra e gli studi

Amelia Pincherle, madre di Carlo.

Rosselli nacque a Roma il 16 novembre del 1899 da un'agiata famiglia ebraica, secondogenito dei tre figli del livornese Giuseppe Emanuele "Joe" Rosselli (10 agosto 1867 - Firenze, 9 settembre 1911) e della veneziana Amelia Pincherle, sorella di Carlo Pincherle, architetto e pittore, oltreché padre dello scrittore Alberto Moravia. Tanto la famiglia paterna quanto quella materna, fermamente legate agli ideali repubblicani e mazziniani, erano state politicamente molto attive, avendo partecipato alle vicende del Risorgimento italiano: Pellegrino Rosselli, tra l'altro zio della futura moglie di Ernesto Nathan, fu un seguace e stretto collaboratore di Giuseppe Mazzini nei suoi ultimi anni di vita (quest'ultimo morì di fatto in clandestinità nella sua casa pisana) ed un Pincherle fu nominato ministro durante la breve esperienza della Repubblica di San Marco, instauratasi nel Triveneto a seguito d'una massiccia insurrezione anti-asburgica guidata da Daniele Manin e Niccolò Tommaseo.
I Rosselli avevano abitato per un considerevole periodo a Vienna, dove Giuseppe Emanuele aveva studiato composizione musicale e dove, nel 1895, era nato il primogenito Aldo Sabatino. In seguito, si trasferirono a Roma, dove il padre, rinunciando alle sue aspirazioni artistiche, si dedicò alla vita mondana, mentre la madre ottenne dei discreti successi come autrice di drammi teatrali. Qui, dopo Carlo, venne alla luce, l'anno seguente, il terzogenito Sabatino Enrico "Nello".

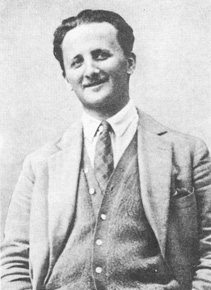
Nello Rosselli

Nel 1903, i due coniugi si separarono: le condizioni economiche della famiglia avevano subito un grave tracollo a causa della leggerezza del padre. Amelia si trasferì con i suoi tre figli a Firenze, dove frequentarono le scuole: Carlo mostrò in quel periodo poco interesse per gli studi e la madre lo ritirò dal ginnasio, facendogli frequentare le scuole tecniche. Nel 1911 morì il padre.
L'entrata in guerra dell'Italia, nel 1915, fu accolta con entusiasmo dalla famiglia Rosselli, decisamente interventista. Il fratello Aldo fu arruolato come ufficiale di fanteria e morì in combattimento nel 1916, ricevendo una medaglia d'argento alla memoria. Carlo, ancora studente, collaborava dal 1917 al foglio di propaganda «Noi giovani», fondato dal fratello Nello, anche se l'editoriale Il nostro programma, che aprì in gennaio il primo numero del giornale, fu redatto con buone probabilità assieme a Carlo.
Il manifesto, che l'ingenuità di due ragazzi indirizzava verso una fiduciosa speranza in un mondo migliore, proponeva sin da allora alcuni tratti fondamentali della personalità di Carlo, ossia un amore incondizionato per l'umanità e la spinta all'azione nel solco dello spirito mazziniano, che lo inserisce nel filone dell'interventismo democratico. Per «Noi giovani», licenziò i primi articoli, uno in aprile sulla rivoluzione russa di febbraio, il secondo nel mese successivo vertente sull'entrata in guerra degli Stati Uniti.
Il primo testo, Libera Russia, esalta il risveglio del paese di Gorkij, Tolstoj e Dostoevskij, supremi interpreti di un rinnovamento in atto già dal secolo precedente, per cui la rivoluzione di febbraio non era che il punto culminante di una lunga preparazione all'avvento di una società più giusta. Vi «era tutta una massa che saliva lentamente, inesorabilmente. La marcia si poteva ritardare ma non impedire». Dei recentissimi eventi, inoltre, viene esaltata la componente "pacifica", la loro attuazione relativamente non violenta.
L'articolo Wilson mostra tutta la fiducia nutrita per l'uomo che definì il conflitto come «a war to end wars» (una guerra per porre fine alle guerre), uno slogan che rappresentava bene le speranze di Carlo e di tutta la famiglia Rosselli.
In giugno fu chiamato alle armi: frequentò a Caserta il corso allievi ufficiali e venne assegnato nell'aprile del 1918 a un battaglione di alpini in Valtellina. La guerra finì senza che egli avesse dovuto sottomettersi al battesimo del fuoco e venne congedato col grado di tenente nel febbraio 1920.
Il contatto con i giovani militari appartenenti ai ceti più popolari fu molto importante per Rosselli e per altri studenti come lui: «apprezzarono la massa [...] furon posti in grado di comprendere tante cose che sarebbero loro certamente sfuggite nel loro isolamento di classe o di professione».

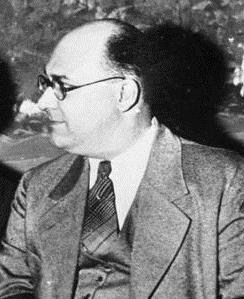
Gaetano Salvemini

Diplomatosi all'Istituto tecnico, si iscrisse a Firenze al corso di Scienze sociali, laureandosi a pieni voti il 4 luglio 1921 con una tesi sul sindacalismo e si preparò a sostenere anche gli esami di maturità classica per ottenere il diritto di frequentare altri corsi universitari. Tramite il fratello Nello aveva conosciuto Gaetano Salvemini, professore dell'Università fiorentina, che sarà da allora un costante punto di riferimento per entrambi i fratelli. Gli fece rivedere la sua tesi, che Salvemini giudicò «non un'opera critica, equilibrata, sostanziosa», ma in essa «era incapsulata un'idea fondamentale: la ricerca di un socialismo che facesse sua la dottrina liberale e non la ripudiasse».
In questo periodo si avvicinò al Partito Socialista Italiano, simpatizzando, in contrapposizione all'allora maggioritaria corrente massimalista di Giacinto Menotti Serrati, per quella riformista di Filippo Turati, che egli ebbe poi modo di conoscere personalmente a Livorno nel 1921, durante lo svolgimento del Congresso nazionale del Partito, che sancì la definitiva scissione dell'ala di sinistra interna filo-bolscevica del Partito, che prenderà il nome di Partito Comunista d'Italia, e scrisse svariati articoli per la sua rivista Critica Sociale.

### L'avvento del fascismo e l'inizio della lotta
Nell'ottobre del 1922 Mussolini salì al potere; nello stesso periodo, la fazione di Turati venne espulsa dal PSI.
In dicembre Carlo Rosselli si trasferì a Torino, dove frequentò il gruppo della rivista gobettiana «La Rivoluzione liberale», in quel momento fortemente impegnata in senso antifascista, e con la quale, dall'aprile 1923, incominciò a collaborare. Conobbe Giacomo Matteotti, segretario dell'appena fondato Partito Socialista Unitario, nel quale erano confluiti Piero Gobetti e la componente riformista espulsa dal PSI.

Ernesto Rossi

Nel febbraio del 1923, a Firenze, il gruppo dei socialisti liberali che si raccoglieva intorno alla figura carismatica di Salvemini inaugurò il «Circolo di Cultura». Oltre ai Rosselli vi erano: Piero Calamandrei, Enrico Finzi, Gino Frontali, Piero Jahier, Ludovico Limentani, Alfredo Niccoli ed Ernesto Rossi. Gli ex-combattenti del circolo, nel 1923, aderirono all'associazione antifascista Italia libera.
Qualche mese dopo, il 9 luglio, Carlo si laureò in giurisprudenza all'università di Siena, con la tesi Prime linee di una teoria economica dei sindacati operai e partì per Londra, stimolato dal desiderio di conoscere la capitale del laburismo, di seguire i seminari della Fabian Society e di assistere, a Plymouth, al congresso delle Trade Unions. A Londra vi era anche Salvemini, che teneva un corso sulla storia della politica estera italiana al King's College.
Tornato in Italia in ottobre, grazie anche ai buoni uffici di Salvemini, si impiegò come assistente volontario nella Facoltà di economia dell'Università Bocconi a Milano, dove trasferì il suo domicilio. Proseguì la sua collaborazione alla «Critica Sociale» di Turati: in novembre vi pubblicò un articolo, invitando il Partito socialista a rompere con il marxismo, che egli giudicava espressione di «cieco e tortuoso dogmatismo», per mettersi piuttosto sulla linea di un «sano empirismo all'inglese».
Nel febbraio del 1924, inaugurò la sua collaborazione con la rivista della Federazione giovanile del PSU, «Libertà», scrivendo proprio un articolo sul movimento laburista inglese. Pochi mesi dopo il delitto Matteotti s'iscrisse al P.S.U.
Rosselli sperava invano che in Italia si costituisse una seria opposizione antifascista moderata in grado di offrire un'alternativa politica alla borghesia che guarda con simpatia al fascismo: una di queste avrebbe potuto essere l'Unione democratica nazionale di Giovanni Amendola, alla quale aderì il fratello Nello. 
In settembre Carlo era in Inghilterra, da dove inviava al giornale del PSU, la «Giustizia», le corrispondenze sull'evolversi della situazione politica inglese, successiva alla vittoria elettorale dei conservatori e alla rottura dell'alleanza tra laburisti e liberali.

Piero Calamandrei

Era pessimista sulle condizioni politiche dell'Italia: la secessione aventiniana non produceva effetti, con i suoi sterili tentativi di accordo con il re, con i generali e i fascisti dissidenti. Del resto i fascisti stavano reagendo e lo dimostrarono anche devastando, il 31 dicembre 1924, il «Circolo di Cultura» di Salvemini che, come non bastasse, venne chiuso dal prefetto con una singolare motivazione: «la sua attività provoca il giusto risentimento del partito dominante».
Lasciato l'incarico alla Bocconi, Rosselli passò a insegnare Istituzioni di economia politica a Genova. Fu un periodo di grande impegno intellettuale, che portò Rosselli a scontrarsi con personaggi del calibro di Luigi Einaudi su temi economici (libero mercato, concorrenza) e ad approfondire le sue elaborazioni sul mondo lavorativo (disoccupazione, organizzazione sindacale) e sulle teorie politiche.
Scrisse a Salvemini: «forse non avrà apparentemente alcuna positiva efficacia, ma io sento che abbiamo da assolvere una grande funzione, dando esempi di carattere e di forza morale alla generazione che viene dopo di noi». Appare così, nel gennaio 1925, con la collaborazione di Ernesto Rossi, Gaetano Salvemini, Piero Calamandrei, Nello Traquandi, Dino Vannucci e di Nello Rosselli, che ne ha proposto il nome, il foglio clandestino Non Mollare.

Alcuni redattori della rivista Non Mollare nel 1925: Nello Traquandi, Tommaso Ramorino, Carlo Rosselli, Ernesto Rossi, Luigi Emery, Nello Rosselli.

In maggio la denuncia di un tipografo provocò la repressione e la dispersione di alcuni tra i redattori del foglio: Ernesto Rossi riuscì a fuggire a Parigi, il Vannucci in Brasile, Salvemini fu arrestato l'8 giugno a Roma e denunciato per «vilipendio del governo». In attesa del processo, messo in libertà provvisoria, a causa delle minacce dei fascisti, a luglio passò la notte a Firenze, in casa dei Rosselli, che non erano ancora fra i sospettati: gli squadristi però, venuti a conoscenza del fatto, devastarono l'abitazione il giorno dopo. Scrisse Rosselli a Giovanni Ansaldo: «Io sono di ottimo umore e l'altra sera ho financo bevuto alla distruzione compiuta! Se i signori fascisti non hanno altri moccoli, possono andare a dormire: aspetteranno a lungo la mia rinuncia alla lotta».
Ormai preso di mira dai fascisti, Rosselli fu aggredito a Genova mentre si recava all'Università e poi disturbato durante la sua lezione, con la richiesta del suo allontanamento. Nel luglio del 1926 si attivò infine lo stesso Ministro dell'economia, Giuseppe Belluzzo, che chiese il suo licenziamento. A questo punto, preferì dimettersi.
Pochi giorni dopo, il 25 luglio, a Firenze, sposò con rito civile Marion Catherine Cave, una giovane laburista inglese che era venuta nel 1919 a Firenze a insegnare lingua inglese nel British Institute, conosciuta da Rosselli nel 1923 al Circolo della Cultura salveminiano. 

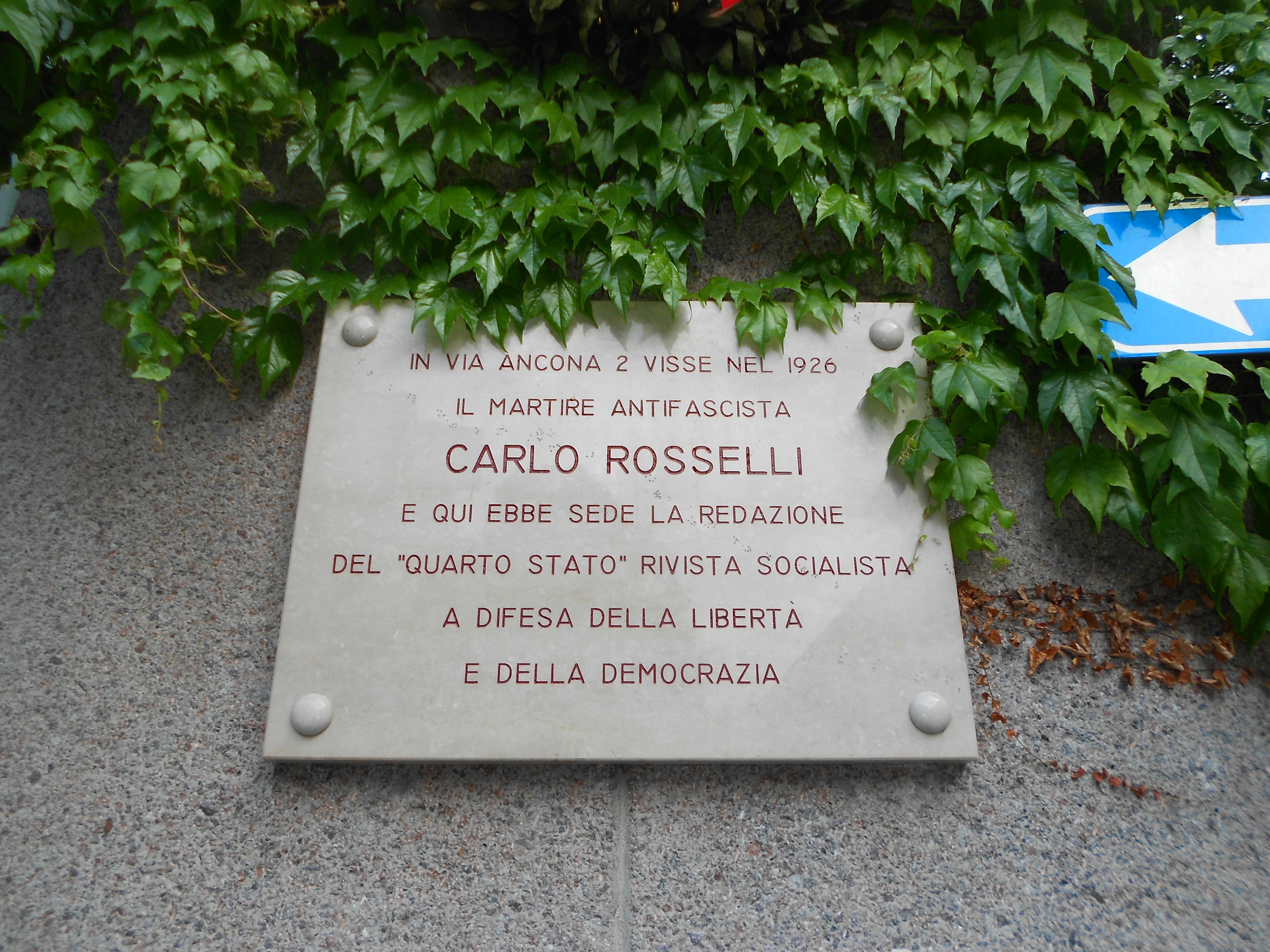
Milano - Lapide commemorativa: «In via Ancona 2 visse nel 1926 il martire antifascista Carlo Rosselli e qui ebbe sede la redazione del Quarto Stato rivista socialista a difesa della libertà e della democrazia».

I due sposi vissero a Milano, dove Carlo aveva fondato insieme con Pietro Nenni la rivista «Il Quarto Stato», il cui primo numero uscì il 27 marzo 1926. La rivista avrà vita breve, venendo chiusa a novembre con l'entrata in vigore della legge sui «provvedimenti per la difesa dello Stato».
Scopo della pubblicazione era il tentativo di rappresentare un punto d'incontro di tutte le forze socialiste e di sviluppare temi di politica culturale al cui centro fosse «il perfezionamento della personalità umana» e l'elevamento della «vita spirituale e materiale» dei cittadini.
Il 26 novembre 1925 Rosselli, con Claudio Treves e Giuseppe Saragat costituì un triumvirato che, il 29 novembre successivo, costituì clandestinamente il Partito Socialista dei Lavoratori Italiani (PSLI), che prese il posto del P.S.U., sciolto d'imperio dal regime fascista, il 14 novembre, a causa del fallito attentato a Mussolini da parte del suo iscritto Tito Zaniboni, avvenuto il 4 novembre precedente.

### Il confino e la fuga da Lipari

Filippo Turati

Alla fine del 1926 organizzò con Italo Oxilia, Sandro Pertini e Ferruccio Parri l'espatrio di Filippo Turati a Calvi in Corsica, con un motoscafo partito da Savona.
Mentre Turati, Pertini e Oxilia proseguirono per Nizza, Parri e Rosselli, ritornati con il motoscafo a Marina di Carrara, furono arrestati, nonostante tentassero di sostenere di essere reduci da una gita di piacere.
Rosselli fu accusato anche di aver favorito la fuga in Svizzera di Giovanni Ansaldo, di Claudio Silvestri, di Claudio Treves e di Giuseppe Saragat.
Venne detenuto nelle carceri di Como fino al maggio del 1927 e poi inviato al confino di Lipari in attesa del processo.
L'8 giugno nacque suo figlio Giovanni Andrea "John". Quando Carlo fu ricondotto da Lipari a Savona per essere processato, nell'isola siciliana di Ustica giungeva il fratello Nello, condannato a 5 anni di confino.
Al processo, che si aprì il 9 settembre, Rosselli si difese attaccando il regime: «il responsabile primo e unico, che la coscienza degli uomini liberi incrimina è il fascismo [...] che con la legge del bastone, strumento della sua potenza e della sua Nemesi, ha inchiodato in servitù milioni di cittadini, gettandoli nella tragica alternativa della supina acquiescenza o della fame o dell'esilio».
La sentenza, rispetto alle previsioni, fu mite: dieci mesi di reclusione e, avendone già scontati otto, Rosselli avrebbe potuto essere presto libero, ma le nuove leggi speciali permisero alla polizia di infliggergli altri 3 anni di confino da scontare a Lipari.

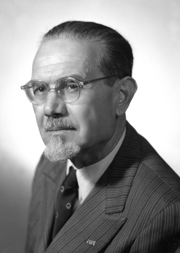
Emilio Lussu

Lì venne raggiunto dalla moglie e dal figlio: la vita al confino trascorreva con le letture di Croce, di Mondolfo, dell'epistolario di Marx ed Engels e di Kant.
Intanto, si preparava la fuga, che venne organizzata da Parigi dall'amico di Salvemini Alberto Tarchiani.
Il 27 luglio 1929 Rosselli evase dall'isola, insieme con Francesco Fausto Nitti ed Emilio Lussu, con un motoscafo guidato dall'amico Italo Oxilia diretto in Tunisia, da cui poi i fuggiaschi raggiunsero la Francia.

Francesco Fausto Nitti

Nitti narrerà l'avventurosa evasione nel libro Le nostre prigioni e la nostra evasione, pubblicato quello stesso anno in inglese col titolo di Escape e in edizione italiana nel 1946, mentre Rosselli racconterà le vicende del confino e dell'evasione in Fuga in quattro tempi.
La moglie Marion, che aspettava la seconda figlia, Amelia "Melina", nata il successivo 28 marzo, venne in un primo tempo arrestata per complicità, ma presto fu rilasciata.

### L'esilio a Parigi. La nascita di "Giustizia e Libertà"

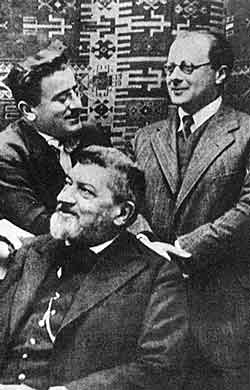
Carlo Rosselli (in piedi) con Claudio Treves e Filippo Turati in esilio a Parigi nel 1932.

Nel 1929 a Parigi, con Lussu, Nitti, e un gruppo di fuoriusciti organizzati da Salvemini, fu fra i fondatori del movimento antifascista "Giustizia e Libertà". GL pubblicò diversi numeri della rivista e dei quaderni omonimi (con cadenza settimanale e mensile) e fu attiva nell'organizzazione di diverse azioni dimostrative, tra cui il volo sopra Milano di Bassanesi nel 1930.
Nello stesso anno pubblicò, in francese, Socialisme liberal. Il libro è una critica appassionata del marxismo ortodosso, colonna portante della stragrande maggioranza dei vari schieramenti politici socialisti dell'epoca. Il "socialismo liberale" propugnato da Rosselli si caratterizza quale una creativa sintesi della tradizione del marxismo revisionista, democratico e riformista (quello, tra gli altri, di Eduard Bernstein, Werner Sombart, Turati e Treves), ed il socialismo non marxista, libertario e decentralista (come quello di Francesco Merlino, Salvemini, G. D. H. Cole, R. H. Tawney e Oszkár Jászi); il testo, però, contiene anche un attacco dirompente allo stalinismo della Terza Internazionale che, con la formula del "socialfascismo", aveva accomunato le forze del socialismo riformista e della socialdemocrazia al liberalismo "borghese" ed al fascismo.
Non stupisce perciò che uno fra i più importanti stalinisti, Palmiro Togliatti, abbia definito "Socialismo liberale" un "magro libello antisocialista" e Rosselli "un ideologo reazionario che nessuna cosa lega alla classe operaia".

Il simbolo di Giustizia e Libertà

Nell'ottobre del 1931 Giustizia e Libertà aderì alla Concentrazione Antifascista, unione di tutte le forze antifasciste non comuniste (repubblicani, socialisti, CGL) che intendeva promuovere e coordinare dall'estero ogni possibile azione di lotta al fascismo in Italia; si iniziarono a pubblicare i "Quaderni di Giustizia e Libertà".
Dopo l'avvento del nazismo in Germania nel 1933, GL sostenne la necessità di una rivoluzione preventiva per rovesciare i regimi fascista e nazista prima che questi portassero a una nuova tragica guerra, che a GL sembrava l'inevitabile destino dei due regimi.

### L'impegno nella guerra civile spagnola

Bandiera della Colonna Italiana, nota anche come Centuria Giustizia e Libertà, che sostenne i repubblicani nella guerra civile spagnola.

Nel 1936 scoppiò in Spagna la guerra civile tra i rivoltosi dell'esercito filo-monarchico, che effettuarono un colpo di Stato, e il legittimo governo repubblicano del Fronte Popolare di ispirazione marxista.
Rosselli fu subito attivo nel sostegno alle forze repubblicane, criticando l'immobilismo di Francia e Regno Unito, mentre l'Italia e la Germania aiutavano Francisco Franco con uomini e armi agli insorti.
Nell'agosto combatté la sua prima battaglia in Spagna, nei dintorni di Huesca sul fronte di Aragona; cercò poi di costituire un vero e proprio battaglione (intitolato a Giacomo Matteotti).
La prima formazione italiana, che prenderà poi, dopo l'uccisione dei due fratelli, il nome di Colonna Italiana Rosselli, annoverava tra i 50 e i 150 uomini, reclutati fra gli esuli italiani in Francia dal movimento Giustizia e Libertà e dal Comitato Anarchico Italiano Pro Spagna; tra questi c'erano anche gli anarchici Umberto Marzocchi e Camillo Berneri.
Umberto Marzocchi scrisse un libro sulla comune esperienza antifascista di anarchici e di militanti di Giustizia e Libertà, "Carlo Rosselli e gli anarchici".
In un discorso a Radio Barcellona il 13 novembre 1936, Rosselli pronuncia la frase che poi diverrà il motto degli antifascisti italiani: "Oggi qui, domani in Italia":
Nel dicembre 1936 in seguito a contrasti con gli anarchici si dimette da comandante della Colonna e nel gennaio 1937 fonda il battaglione Matteotti.

### L'assassinio
Nel giugno 1937 soggiornò a Bagnoles-de-l'Orne per delle cure termali, località dove fu raggiunto dal fratello Nello.
Il 9 giugno i due furono uccisi da una squadra di "cagoulards", miliziani della "Cagoule", formazione eversiva di destra francese, su mandato, forse, dei servizi segreti fascisti e di Galeazzo Ciano; con un pretesto vennero fatti scendere dall'automobile, poi colpiti da raffiche di pistola: Carlo morì sul colpo, Nello (colpito per primo) venne finito con un'arma da taglio. I corpi vennero trovati due giorni dopo; i colpevoli, dopo numerosi processi, riusciranno quasi tutti a essere prosciolti.
I fratelli Rosselli furono sepolti nel cimitero monumentale parigino del Père Lachaise, ma nel 1951 i familiari ne traslarono le salme in Italia, nel Cimitero Monumentale di Trespiano, nel piccolo borgo omonimo, comune di Firenze, sulla via Bolognese.
L'anziano Salvemini tenne il discorso commemorativo funebre, alla presenza del presidente della Repubblica Luigi Einaudi. La tomba dei due eroi dell'antifascismo si trova nel  Sacrario di Giustizia e Libertà, nel riquadro subito a destra dell'ingresso, dove la lapide dei Rosselli riporta il simbolo della "spada di fiamma", emblema di Giustizia e Libertà, e l'epitaffio scritto da Calamandrei:
PER QUESTO MORIRONO
PER QUESTO VIVONO»
Il medesimo sacrario include le tombe di Gaetano Salvemini, Ernesto Rossi, Enrico Bocci e Nello Traquandi, in quello che è denominato il "Quadrato del Non Mollare".
Nel cimitero di Trespiano sono sepolti anche Piero Calamandrei e Spartaco Lavagnini.

## Il pensiero

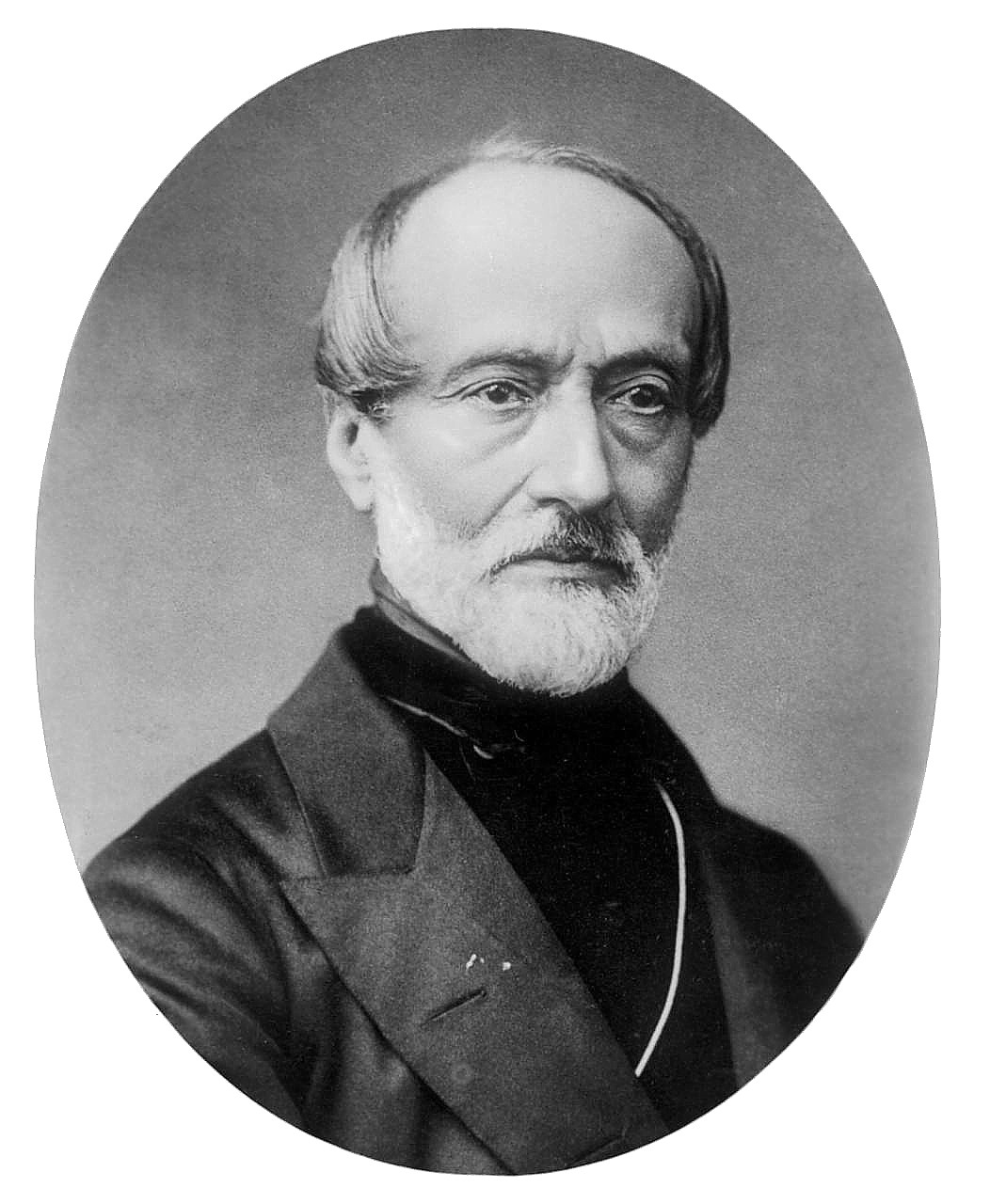
Giuseppe Mazzini

L'unico suo libro pubblicato mentre era in vita è "Socialismo liberale", scritto durante il confino a Lipari, in una situazione di semi-prigionia. Questa opera si pone in una posizione molto distante rispetto ai partiti della sinistra italiana del suo tempo (per i quali Il Capitale di Marx, variamente interpretato, doveva essere letto e seguito in maniera pedissequa).
Indubbiamente è presente l'influsso del laburismo inglese, da lui ben conosciuto. In seguito ai successi elettorali del Partito Laburista, Rosselli era infatti convinto che l'insieme delle regole della democrazia liberale fossero essenziali non solo per raggiungere il socialismo, ma anche per la sua concreta realizzazione (mentre nella tattica leninista queste regole, una volta preso il potere, debbono essere accantonate): pertanto, la sintesi del pensiero rosselliano è: "il liberalismo come metodo, il socialismo come fine".

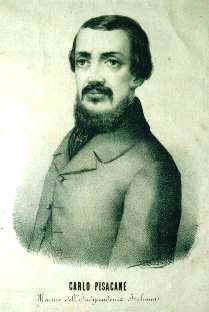
Carlo Pisacane

L'idea di rivoluzione propria della dottrina marxista era fondata sulla concezione della dittatura del proletariato (che, in realtà, già ai tempi di Rosselli si sta traducendo, in Unione Sovietica, nella dittatura del vertice di un solo partito). Essa viene respinta da Rosselli, a favore di una rivoluzione che, come si nota nel programma di GL, è un sistema coerente di riforme strutturali mirate alla costruzione di un sistema socialista che non rinnega, ma anzi esalta, la libertà individuale e associativa. Nella riflessione degli ultimi anni, Rosselli, alla luce dell'esperienza spagnola (difesa dell'organizzazione sociale di Barcellona compiuta dagli anarchici durante la guerra civile) e dell'avanzata del nazismo, radicalizza le sue posizioni libertarie.
Rosselli, influenzato dalle idee di Mazzini e di Carlo Pisacane, propugna il socialismo liberale: il fine è il socialismo, il metodo il liberalismo, un metodo che garantisce la democrazia e l'autogoverno dei cittadini. Il liberalismo deve svolgere una funzione democratica, il "metodo liberale" è il complesso di regole del gioco che tutte le parti in lotta si impegnano a rispettare, regole dirette ad assicurare la pacifica convivenza dei cittadini, delle classi, degli Stati, a contenere le lotte (peraltro desiderabili se limitate). La violenza è giustificabile come risposta ad altra violenza (per questo era giusta la lotta contro il franchismo e sarebbe stata auspicabile in Italia una rivoluzione violenta in risposta al fascismo); il socialismo è una logica conclusione del liberalismo: socialismo significa libertà per tutti. Rosselli ha fiducia che la classe del futuro sarà la classe proletaria, la borghesia deve fare da guida al proletariato: il fine è la libertà per tutte le classi.

### Opere di Carlo Rosselli
- Oggi in Spagna, domani in Italia, prefazione di Gaetano Salvemini, Edizioni di «Giustizia e libertà», Parigi, 1938; seconda edizione, introduzione di Aldo Garosci, Einaudi, Torino, 1967.
- Scritti politici e autobiografici, prefazione di Gaetano Salvemini, Polis editrice, Napoli, 1944; seconda edizione a cura di Zeffiro Ciuffoletti e Vincenzo Caciulli, Lacaita, Manduria 1992.
- Lettere di Carlo e Nello Rosselli a Gaetano Salvemini (1925), a cura di Nicola Tranfaglia, «Annali della Fondazione Luigi Einaudi», I (1967), Torino.
- Carlo Rosselli, Socialismo liberale, Einaudi, 1973.
- «Il Quarto Stato» di Pietro Nenni e Rosselli, a cura di Domenico Zucàro, SugarCo, Milano, 1977.
- Epistolario familiare.(1914-1937), introduzione di Leo Valiani, prefazione di Zeffiro Ciuffoletti, SugarCo, Milano, 1979.
- Socialismo liberale, a cura di John Rosselli, introduzione di Norberto Bobbio, Einaudi, Torino, 1979.
- Socialismo liberale, a cura di John Rosselli, introduzione e commento di Norberto Bobbio, «Attualità del socialismo liberale» e «Tradizione ed eredità del liberalsocialismo», seconda edizione Einaudi Tascabili. Saggi, 1997, pp. 164.
- Scritti dell'esilio. I. «Giustizia e libertà» e la concentrazione antifascista (1929-1934), a cura di Costanzo Casucci, Collana Opere scelte di Carlo Rosselli, Einaudi, Torino, 1988 (contiene una cronologia della vita e la bibliografia di C. Rosselli dal 1929 al 1934).
- Scritti politici, a cura di Zeffiro Ciuffoletti e Paolo Bagnoli, Guida, Napoli, 1988, Scritti politici - Carlo Rosselli - Google Libri. una grossa anteprima del libri consultabile in rete.
- Scritti dell'esilio II. Dallo scioglimento della concentrazione antifascista alla guerra di Spagna (1934-1937), a cura di Costanzo Casucci, Einaudi, Torino, 1992, (è riportata la cronologia della vita e una bibliografia di Carlo Rosselli dal 1934 al 1937).
- Liberalismo socialista e socialismo liberale, a cura di Nicola Terraciano, Galzerano Editore, Casalvelino Scalo (Salerno), 1992.
- Carlo e Nello Rosselli, Giustizia e libertà, a cura di Giuliana Limiti e Mario di Napoli, prefazione di Pietro Larizza, Roma, 1993, con la tesi di laurea di Carlo Rosselli sul «sindacalismo» (Firenze, 1921).
- Liberalsocialism, edited by Nadia Urbinati, translated by Williams McCuaig, Princeton University Press, Princeton, 1994, introduzione di Nadia Urbinati.
- Scritti scelti, a cura di Gian Biagio Furiozzi, “Quaderni del Circolo Rosselli”, n. 4/2000, Alinea Editrice, Firenze.

### Opere su Carlo Rosselli
- Gaetano Salvemini, "Carlo e Nello Rosselli", Edizioni di «Giustizia e libertà», Parigi, 1938; ora in "Scritti Vari", a cura di Giorgio Agosti e Alessandro Galante Garrone, Feltrinelli, Milano, 1978 («Opere scelte di Gaetano Salvemini», volume VIII, pp. 673–718).  Cultura e società nella formazione di Gaetano Salvemini, buona anteprima del pensiero di Salvemini con i rapporti con Carlo Rosselli e la grangia politica correlata.
- Roberto Gremmo "Rosselli alla Cagoule" Silenzi e segreti d'un oscuro delitto politico. Edizioni Storia Ribelle, Biella 2018.
- Aldo Garosci, "Vita di Carlo Rosselli", Edizioni U, Roma-Firenze-Milano s.d., 1945, 2 voll., pp. 274 e 298 («Collezione Giustizia e Libertà»); nuova edizione Vallecchi, Firenze, 1973.
- Alessandro Levi, "Ricordi dei fratelli Rosselli", La Nuova Italia, Firenze, 1947 («Quaderni del Ponte», 2).
- Stefano Merli, "Il dibattito socialista sotto il fascismo. Lettere di Rodolfo Morandi e Carlo Rosselli (1928-1931)", «Rivista storica del socialismo», a. VI, n. 19. Maggio-Agosto 1963. Parzialmente ricompreso in Id., "Fronte antifascista e politica di classe. Socialisti e comunisti in Italia 1923-1929", De Donato, Bari, 1975 («Movimento operaio», 28).
- Nicola Tranfaglia, "Carlo Rosselli dall'interventismo all'antifascismo", «Dialoghi del XX», a. I, n. 2, giugno 1967. Cfr. il n. 8.  informazioni su volume.
- "Rosselli e l'Aventino: l'eredità di Giacomo Matteotti", «Il movimento di liberazione in Italia», a. XX, n. 92, luglio-Settembre 1968, pp. 3–34. Cfr. il n.8.  stralcio di "Carlo Rosselli e l'Aventino" (DOC).[collegamento interrotto]

- "Carlo Rosselli dall'interventismo a «Giustizia e Libertà»", Laterza, Bari, 1968, («Biblioteca di cultura moderna»); in appendice: scritti di Carlo Rosselli (1919-1926) e Lettera di Carlo Rosselli a Pietro Nenni. Cfr. i nn. 6 e 7.
- "Carlo Rosselli dal processo di Savona alla fondazione di GL (1927-1929). Le fonti di «Socialismo liberale»", «Il movimento di liberazione in Italia», a. XXIV, n. 106, gennaio-Marzo 1972.
- Mirella Larizza Lolli, "Alcuni appunti per una lettura del «Socialismo liberale» di Rosselli", «Il pensiero politico», a. VII, n. 2, 1974, pp. 283–92.
- Santi Fedele, "Lo «Schema di programma» di «Giustizia e Libertà», del 1932", «Belfagor», a. XXIX, n. 4, 31 luglio 1974, pp. 437–54
- Paolo Bagnoli, "L'esperienza liberale di Carlo Rosselli (1919-1924)", «Italia Contemporanea», * XXVIII, n. 125, ottobre-Dicembre 1976, pp. 29–42. Poi compreso in n. 36, pp. 37–61.
- "L'antifascismo rivoluzionario dei «Quaderni di Giustizia e Libertà»", «Ricerche Storiche», a. VI, n. 1 (Nuova serie), gennaio-Giugno 1976, pp. 167–89. Poi compreso in n. 36, pp. 143–69.
- Santi Fedele, "Storia della concentrazione antifascista 1927/1934", prefazione di Nicola Tranfaglia, Feltrinelli, Milano, 1976.
- Maria Garbari, "I «vinti» della Resistenza. Nel quarantesimo del sacrificio di Carlo e Nello Rosselli", «Studi Trentini di Scienze Storiche», a. LVI, n. 3, 1977, pp. 281–94.
- "«Quarto Stato» di Pietro Nenni e Rosselli", Tavola rotonda fra Riccardo Bauer, Ugoberto Alfassio Grimaldi, Giovanni Spadolini, Domenico Zucàro, «Critica Sociale», a. LXIX, n. 8, 22 luglio 1977, pp. 44–48.
- Leo Valiani, "Il pensiero e l'azione di Carlo e Nello Rosselli", «Nuova Antologia», anno 112°, Vol. 530°, Fasc. 2118-2120, giugno-Luglio-Agosto 1977, pp. 24–40. Poi compreso in n. 22, pp. 3–22.
- Nicola Tranfaglia, "Carlo Rosselli e l'antifascismo", «Mondo Operaio», a. XXX, nn. 7-8, luglio/Agosto 1977, pp. 71–81. Poi compreso in n. 22, pp. 181–204 e in n. 34, pag. 186-211.
- Roberto Vivarelli, "Carlo Rosselli e Gaetano Salvemini", «Il pensiero politico», a. X, n. 2, 1977, pp. 225–52. Poi compreso in n. 22, pp. 69–97.
- Giovanni Spadolini, "Carlo Rosselli nella lotta per la libertà", con lettere tra Egidio Reale e Carlo Rosselli, «Nuova Antologia», anno 112°, Vol. 532°, Fasc. 2121-2124, settembre-Ottobre-Novembre-Dicembre 1977, pp. 3–16.
- Arturo Colombo, "Carlo Rosselli e il «Quarto Stato»", «Nord e Sud», a. XXIV, Terza serie, nn. 34-35, novembre-Dicembre 1977, pp. 108–120. Cfr. n. 29, pp. 55–66.
- "Giustizia e Libertà nella lotta antifascista e nella storia d'Italia", Atti del convegno internazionale organizzato a Firenze il 10-12 giugno 1977 dall'Istituto storico della Resistenza in Toscana, dalla Giunta regionale toscana, dal Comune di Firenze, dalla Provincia di Firenze, La Nuova Italia, Firenze, 1978.
- Riccardo Bauer, "Carlo Rosselli e la nascita di GL in Italia".
- Jan Petersen, "Giustizia e Libertà in Germania".
- Pierre Guillen, "La risonanza in Francia dell'azione di GL e dell'assassinio dei fratelli Rosselli".
- Frank Rosengarten, "Carlo Rosselli e Silvio Trentin, teorici della rivoluzione italiana".
- Max Salvadori, "Giellisti e loro amici degli Stati Uniti durante la seconda guerra mondiale".
- Santi Fedele, "Giellisti e socialisti dalla fondazione di GL (1929) alla politica dei fronti popolari".
- Pier Giorgio Zunino, "Giustizia e Libertà e i cattolici".
- Aldo Garosci, "Le diverse fasi dell'intervento di Giustizia e Libertà nella guerra civile di Spagna. Parte III- Oggi in Spagna, domani in Italia".
- Umberto Marzocchi, "Carlo Rosselli e gli anarchici"; citazione  sottostante da un articolo di Ugo Finetti. URL consultato il 29 settembre 2007 (archiviato dall'url originale il 9 ottobre 2007).

 e si ricorda, nel prosieguo, anche la ferma presa di posizione delle Brigate partigiane di Giustizia e Libertà quando Emilio Canzi fu rimosso da comandante unico della XIII zona operante nel piacentino e grazie a questa presa di posizione fu reintegrato dopo un breve arresto. Le Brigate partigiane di Giustizia e Libertà erano in gran parte influenzate dal pensiero di Rosselli.
- Umberto Tommasini, "Testimonianza su Carlo Rosselli; Parte IV- L'eredità di Giustizia e Libertà".
- Mario Delle Piane, "Rapporti tra socialismo liberale e liberalsocialismo".
- Tristano Codignola, "GL e Partito d'azione".
- Nicola Tranfaglia, "Carlo Rosselli", in "Il movimento operaio italiano. Dizionario biografico - IV", a cura di Franco Andreucci e Tommaso Detti, Editori Riuniti, Roma, 1978, pp. 392–99.
- Arturo Colombo, "Carlo Rosselli e il socialismo liberale", «Il Politico», a. XLIII, n. 4, dicembre 1978, pp. 628–48. Poi compreso in n. 37, pp. 249–73.
- Paolo Bagnoli, "Di un dissidio in «Giustizia e Libertà». Lettere inedite di Mario Levi, Renzo Giua, Nicola Chiaromonte, Carlo Rosselli, Aldo Garosci (1934-1935)", «Mezzosecolo», n. 3, Centro studi Piero Gobetti, Istituto Storico della Resistenza in Piemonte, Archivio Nazionale Cinematografico della Resistenza, Annali 1978-1979, Torino, 1982, pp. 5–54.
- Luigi Cirillo, "Il socialismo di Carlo Rosselli", Fasano, Cosenza, 1979.
- Emilio Lussu, "Lettere a Carlo Rosselli e altri scritti di «Giustizia e Libertà»", a cura di Manlio Brigaglia, Editrice Libreria Dessì, Sassari 1979, pp. 301. informazioni su Storia della Sardegna di Manlio Brigaglia, son presenti correlazioni fra i succitati personaggi..
- "Le componenti mazziniana e cattaneanea in Salvemini e nei Rosselli. La figura e l'opera di Giulio Andrea Belloni", Atti del Convegno di studi nel venticinquesimo anniversario della fondazione della Domus Mazziniana tenutosi a Pisa il 4-6 novembre 1977, Arti Grafiche Pacini & Mariotti, Pisa, 1979, pp. 257. Comprende:
- Arturo Colombo, "Carlo Rosselli e il «Quarto Stato»", pp. 55–66 (cfr. il n. 21).
- Angelo Varni, "Derivazioni mazziniane nella concezione sindacalista di Carlo Rosselli", pp. 67–78.
- Lucio Ceva, "Aspetti politici dell'azione di Carlo Rosselli in Spagna", pp. 109–26.
- Giuseppe Tramarollo, "Rosselli e la gioventù del regime", pp. 127–130.
- Paolo Bagnoli, "Il revisionismo rosselliano", in "Guida alla storia del PSI. La ripresa del pensiero socialista tra eresia e tradizione", a cura di Francesca Taddei e Marco Talluri, «Quaderni del Circolo Rosselli», a. I, n. 3, luglio-Settembre 1981, pp. 95–108.
- Giuseppe Galasso, "La democrazia da Cattaneo a Rosselli", Le Monnier, Firenze, 1982, pp. 331, («Quaderni di storia», LVII).
- Aldo Rosselli, "La famiglia Rosselli. Una tragedia italiana", presentazione di Sandro Pertini, prefazione di Alberto Moravia, Bompiani, Milano, 1983, pp. 184.
- Francesco Kostner, "Carlo Rosselli e il suo socialismo liberale", Lalli, Poggibonsi, 1984, pp. 91 («Linee politiche»).
- Paolo Bagnoli, "Carlo Rosselli tra pensiero politico e azione", prefazione di Giovanni Spadolini, con uno scritto di Alessandro Galante Garrone, Passigli, Firenze, 1985, pp. 190.
- Arturo Colombo, "Carlo Rosselli e il socialismo liberale", in "Padri della patria. Protagonisti e testimoni di un'altra Italia", FrancoAngeli, Milano, 1985, pp. 249–73 («Ricerche storiche», 64).
- Franco Invernici, "L'alternativa di «Giustizia e Libertà». Economia e politica nei progetti del gruppo di Carlo Rosselli", presentazione di Arturo Colombo, FrancoAngeli, Milano, 1987, pp. 196 («Studi e ricerche storiche», 96).
- Leo Valiani, "Carlo e Nello Rosselli da Mazzini alla lotta di liberazione", «Nuova Antologia», anno 122°, Vol. 558°, Fasc. 2163, luglio-Settembre 1987, pp. 45–59.
- Diego Scacchi, Arturo Colombo, "Per Carlo e Nello Rosselli", presentazione di Giovanni Spadolini, Casagrande, Lugano, 1988, pp. 71 («Quaderni europei», I).
- Roberto Vivarelli, "Le ragioni di un comune impegno. Ricordando Gaetano Salvemini, Carlo e Nello Rosselli, Ernesto Rossi", «Rivista Storica Italiana», a. c, Fasc. III, dicembre 1988, pp. 669–78.
- Giovanni Spadolini, "Carlo e Nello Rosselli. Le radici mazziniane del loro pensiero", Passigli, Firenze, 1990, pp. 61 («Letture Rosselli», 2).
- Corrado Malandrino, "Socialismo e libertà. Autonomie, federalismo, Europa da Rosselli a Silone", FrancoAngeli, Milano, 1990, pp. 247 (Collana «Gioele Solari». Dipartimento di Studi politici dell'Università di Torino, 6).
- Franco Bandini, "Il cono d'ombra. Chi armò la mano degli assassini dei fratelli Rosselli", SugarCo, Milano, 1990, pp. 527.
- Arturo Colombo, "I Rosselli, due guardiani per l'albero della libertà", in Id., "Voci e volti della democrazia. Cultura e impegno civile da Gobetti a Bauer", Le Monnier, Firenze, 1990, pp. 115–145 («Quaderni di storia»).
- "Nel nome dei Rosselli. 1920-1990", «Quaderni del Circolo Rosselli», a. XI, n. 1, 1991, FrancoAngeli, Milano, pp. 177. Con una bibliografia sui fratelli Rosselli di Giuseppe Muzzi.
- "A più voci su Carlo Rosselli. Gaetano Arfé, Costanzo Casucci, Aldo Garosci, Francesco Malgeri, Leonardo Rapone, Scritti dell'esilio", «Il Ponte», a. XLVII, n. 6, giugno 1991, pp. 120–150.
- "Il carteggio di Carlo e Nello Rosselli con Carlo Silvestri (1928-1934)", a cura di Gloria Gabrielli, «Storia Contemporanea», a. XXII, n. 5, ottobre 1991, pp. 875–916.
- Santi Fedele, "E verrà un'altra Italia. Politica e cultura nei «Quaderni di Giustizia e Libertà»", FrancoAngeli, Milano, 1992, pp. 212 Collana di Fondazione di studi storici Filippo Turati», n °7.
- Zeffiro Ciuffoletti, "Carlo Rosselli, il mito della rivoluzione russa e il comunismo", in "Socialismo e Comunismo 1892-1992". Vol. I, «Il Ponte», a. XLVIII, n. 5, maggio 1992, pp. 186–202.
- Paolo Bagnoli, "La lezione rosselliana, La nuova storia. Politica e cultura alla ricerca del socialismo liberale", prefazione di Renato Treves, Festina Lente, Firenze, 1992, pp. 107–34.
- Nicola Tranfaglia, "Sul socialismo liberale di Carlo Rosselli", in I volume "Dilemmi del liberalsocialismo", a cura di Michelangelo Bovero, Virgilio Mura, Franco Sbarberi, La Nuova Italia Scientifica, Roma, 1994, pp. 88–104 («Studi Superiori NIS/201. Scienze Sociali»). Atti del convegno "Liberalsocialismo: ossimoro o sintesi?", organizzato ad Alghero il 25-27 aprile 1991, Dipartimento di Economia istituzioni e società dell'Università Sassari. Il 1º gennaio del 1924 fu pubblicato il primo numero di “Libertà”, periodico legato all'ala socialista del movimento antifascista, il sottotitolo fu la frase di Carlo Marx ed Federico Engels: Alla società borghese, con le sue classi e con i suoi antagonismi di classe, subentrerà un'associazione nella quale il libero sviluppo di ciascuno sarà la condizione del libero sviluppo di tutti e, su invito Claudio Treves, Rodolfo Mondolfo e Alessandro Levi, Rosselli scrisse un articolo Il partito del lavoro in Inghilterra che fu pubblicato sul numero tre del 1º febbraio 1924, in cui Rosselli riaffermò una parte del suo pensiero del periodo:

- Silvio Suppa, "Note su Carlo Rosselli: temi per due tradizioni", in I volume "dilemmi del liberalsocialismo "cit., pp. 189-208.
- Del Puppo D., "«Il Quarto Stato»", «Science and Society», a. 58, 1994, n. 2, pp. 136–162.
- "L'attualità di Carlo Rosselli e del socialismo liberale. Dialoghi tra: Giancarlo Bosetti, Vittorio Foa, Sebastiano Maffettone, Enzo Marzo, Nicola Tranfaglia, Nadia Urbinati", Supplemento al n. I/1995 di «Croce Via», Edizioni Scientifiche Italiane, Napoli, 1995. Atti del dibattito svoltosi a Napoli il 13 gennaio 1995 in occasione della presentazione italiana del volume "Liberal socialism", lavoro di Nadia Urbinati, tradotto da William McCuaig, Princeton University Press, Princenton 1994, pp. 138.
- Nadia Urbinati, "Carlo Rosselli: la democrazia come fede comune", «il Vieusseux», a. VII, n. 21, settembre-Dicembre 1994, pp. 25–42.
- Paolo Bagnoli, Rosselli, "Piero Gobetti e la rivoluzione democratica. Uomini e idee tra liberalismo e socialismo", La Nuova Italia, Firenze, 1996, pp. 258 («Biblioteca di Storia», 55).
- Costanzo Casucci, "La caratteristica di Carlo Rosselli", con un vademecum, «Belfagor», a. LI, n. 2, 31 marzo 1996, pp. 243–248.
- Simone Visciola, Giuseppe Limone (a cura di), "I Rosselli. Eresia creativa, eredità originale", Napoli, Guida, 2005
- Piero Graglia, "Unità europea e federalismo. Da «Giustizia e Libertà» ad Altiero Spinelli", il Mulino, Bologna, 1996, pp. 296 («il Mulino-Ricerca»).
- "Il dibattito europeista e federalista in «Giustizia e Libertà»", «Storia Contemporanea», a. XXVII, n. 2, aprile 1996, pp. 327–56.
- Lisetto D., "Carlo Rosselli e le élites. Una teoria tra l'elitismo democratico e la democrazia partecipativa", «Scienza & Politica», 16, 1997, pp. 69–86.
- Carlo Rosselli, "Pagine scelte di economia", a cura di Simone Visciola e Antonio De Ruggiero, Firenze, Le Monnier, 2010
- Salvo Mastellone, "Il partito politico nel socialismo liberale di Carlo Rosselli", «Il pensiero politico», a. XXXI, n. 1, 1998, pag. 111-118.
- Gianbiagio Furlozzi, "Carlo Rosselli e Georges Sorel", «Il pensiero politico», a. XXXII, n. 2, 1999, pag. 262-270.
- Giovanna Angeli, "L'eredità democratica da Bignami a Rosselli", Angeli, Milano, 1999.
- Salvo Mastellone, "Carlo Rosselli e «La rivoluzione liberale del socialismo»". Con scritti e documenti inediti. Olschki, 1999, pp. 266. Son riportati testi pubblicati da Carlo Rosselli non inseriti nel Vol. I delle «Opere scelte».
- "Rosselli. Dizionario delle idee", a cura di Sergio Bucchi, Editori Riuniti, gennaio 2000, pp. 169.
- Antonio Martino, Pertini e altri socialisti savonesi nelle carte della R. Questura, Roma, Gruppo editoriale L'espresso, 2009.
- Mimmo Franzinelli, "Il delitto Rosselli. 9 giugno 1937. Anatomia di un omicidio politico", Mondadori, Milano 2007.
- Diego Dilettoso, "La Parigi e La Francia di Carlo Rosselli. Sulle orme di un umanista in esilio", Biblion, Milano 2013
- Paolo Bagnoli. Carlo Rosselli: Il socialismo delle libertà. Polistampa, Milano, 2012
- Paolo Bagnoli. Carlo Rosselli. Socialismo, giustizia e libertà. Biblion, Milano, 2015